# Thyreotoxicose
Thyreotoxicose, of hyperthyreoïdie, is een lichamelijke toestand waarbij er te veel schildklierhormoon in het bloed aanwezig is. Thyreotoxicose is geen ziekte, maar een symptoom: het gevolg van een onderliggende aandoening.
Een te grote hoeveelheid schildklierhormoon kan het gevolg zijn van het innemen van schildklierhormoontabletten (thyreotoxicosis factitia), maar is in de meeste gevallen het gevolg van een aandoening waardoor de schildklier te actief is geworden. Aan hyperactiviteit van de schildklier kunnen een aantal ziekten ten grondslag liggen.
De meest voorkomende oorzaak is, dat het lichaam antistoffen tegen de eigen schildklier vormt; dit heet de ziekte van Graves. In het gezonde lichaam regelen de hersenen de hormoonproductie van de schildklier, maar de antistoffen die bij de ziekte van Graves geproduceerd worden verstoren de balans. Ze grijpen aan op receptoren van de schildklier, waardoor de schildklier heel veel hormoon gaat aanmaken. De diagnose wordt gesteld als er te veel schildklierhormoon in het bloed aanwezig is en de genoemde antistoffen worden aangetoond in het bloed.
Wanneer de ziekte langer bestaat, kunnen er ook lichamelijke verschijnselen en uiterlijke kenmerken optreden die kenmerkend zijn voor de Ziekte van Graves. Klassieke verschijnselen van deze ziekte zijn: zwelling van de schildklier (struma), uitpuilende ogen (exophthalmus) en een te snelle hartslag (tachycardie). Dit heet de Merseburger trias, naar de woonplaats van Von Basedow, de arts die deze symptomen beschreef.
De ziektebeelden van hyperthyreoïdie hebben overeenkomstige symptomen, waardoor ze grotendeels een overlappend spectrum vormen.

## Achtergrondinformatie
De schildklier is een klein vlindervormig orgaan dat normaliter aan de voorkant van de hals gelegen is (net beneden de adamsappel). Een normaal functionerende schildklier gebruikt de jodium uit het voedsel om schildklierhormoon mee te maken. Van dit hormoon bestaan twee varianten: T4 en T3. Beide hebben een activerende rol in de stofwisseling. Er zijn diverse aandoeningen die ten grondslag liggen aan een te grote of te kleine aanmaak van schildklierhormoon.

## Oorzaken
De volgende ziekten of processen kunnen thyreotoxicose tot gevolg hebben:
- Thyreotoxicosis factitia:
  - Een inname van schildklierhormoontabletten door de patiënt (meestal gebruikt om af te vallen) leidt vaak tot een te grote hoeveelheid schildklierhormoon in het bloed.
- Ziekte van Graves:
  - In dit geval is er een auto-immuunproces gaande, waarbij het lichaam antistoffen aanmaakt tegen de TSH-receptoren van de schildklier. Het gevolg is een enorme stimulatie van de aanmaak van schildklierhormoon.
- Goedaardige tumor in de schildklier (Toxisch adenoom):
  - Een solitaire tumor in de schildklier kan resulteren in een verstoorde aanmaak van schildklierhormoon.
  - Meerdere goedaardige tumoren in de schildklier, oftewel toxisch multi-nodulair struma, ook wel de ziekte van Plummer genoemd.
- Thyreoïditis (ziekte van De Quervain en de ziekte van Hashimoto):
  - Vanwege een (virus)infectie of een auto-immuunproces ontstaat een ontsteking van het schildklierweefsel. De al geproduceerde en opgeslagen schildklierhormonen komen vrij, wat resulteert in een hyperthyreoïdie. Na een korte fase met te veel schildklierhormoon in het bloed zal de ontsteking vervolgens leiden tot een mindere werking van de schildklier en dus tot een tekort aan schildklierhormoon (hypothyreoïdie).
- Thyreotropinoom in de hypofyse:
  - Soms ontstaat er een goedaardige tumor in de hypofyse, een adenoom. Indien de tumor uit cellen bestaat die TSH (schildklierstimulerendhormoon) aanmaken, zal de schildklier gestimuleerd worden om sneller te gaan werken zonder dat dit een fysiologisch doel heeft. Dergelijke hypofyse-adenomen zijn zeer zeldzaam.
- Medicamenteuze hyperthyreoïdie:
  - Sommige geneesmiddelen bevatten jodium en kunnen op die manier leiden tot een versnelde schildklierwerking. Ook jodiumhoudende contrastvloeistof, die gebruikt wordt bij het maken van CT-scans, kan aanleiding geven tot hyperthyreoïdie.[1]

## Symptomen
De schildklierhormonen thyroxine en tri-joodthyronine regelen de intensiteit van de stofwisseling. Bij een teveel aan schildklierhormonen zal de stofwisseling worden aangespoord, wat zich uit in de volgende klachten:
- Warmte-intolerantie (het heel snel warm hebben)
- Gewichtsverlies (ondanks normale voedselinname)
- Overmatige transpiratie
- Tachycardie (snelle hartslag van soms meer dan 100 slagen per minuut)
- Tremor (trillen van meestal de vingers, handen)
- Vaak ontlasting of soms ook diarree
- Ontregelde menstruatiecyclus
- Vermoeidheid
- Spierzwakte
- Oogklachten (scheelzien, verandering van de gezichtsscherpte, exophthalmus)
- Misselijkheid en overgeven - zelden
- Hartritmestoornissen - heel zelden

In het geval van de eerder beschreven ziekte van Graves zijn er nog een aantal kenmerkende symptomen. Dit zijn onder andere de struma (krop) die soms wordt gezien, een vergroting van de schildklier. De opengesperde ogen (exopthalmus) die de patiënt vaak een gejaagde blik geven zijn geen uiting van gejaagdheid, maar van een toenemend volume van de achter de ogen gelegen weefsels. Hierdoor komt de oogbol wat naar voren (ook wel het teken van Von Gräfe of Marty Feldman-effect genoemd). In extreme gevallen kunnen de ogen zelfs niet goed meer worden gesloten. Ook kan er sprake zijn van een typische zwelling van het onderhuidse bindweefsel (myxoedeem), dit voornamelijk op de schenen.

## Diagnostiek

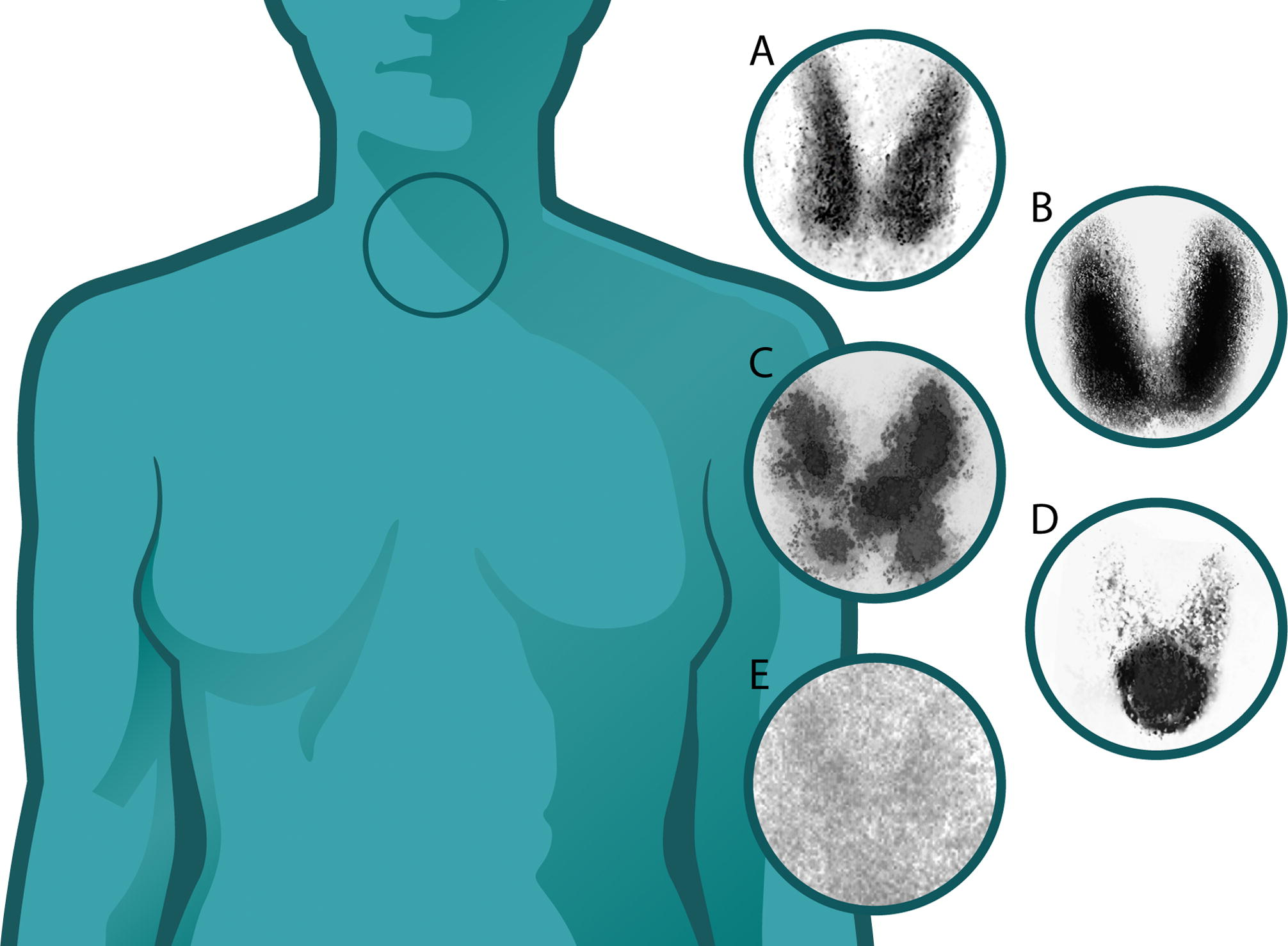
Voorbeelden van verschillende uitkomsten van schildklierscintigrafie
A: Normale schildklier
B: Ziekte van Graves
C: Plummers disease
D: Toxisch adenoom
E: Thyreoïditis

Wanneer er sprake is van een teveel aan schildklierhormoon en de hierbij behorende klachten moet allereerst de oorzaak worden gevonden. Vaak zal er een bloedtest worden gedaan om te kijken naar de hoeveelheid TSH (schildklierstimulerend hormoon) en vrij T4 (schildklierhormoon). Wanneer de schildklier zelf te hard werkt, bij de ziekte van Graves of bijvoorbeeld een toxisch adenoom, zal er in het bloed een heel hoog gehalte aan vrij T4 worden gevonden, maar heel weinig TSH. Dat komt doordat de hypofyse geen TSH meer maakt als er genoeg (of te veel) schildklierhormoon is. Ook kan worden gekeken of er bepaalde antistoffen in het bloed aanwezig zijn die zijn gericht tegen de schildklier. Bij de ziekte van Graves vindt men vaak anti-TSI-antilichamen terug. Ook kunnen in dergelijke gevallen de anti-TPO- en de anti-Tg-antilichamen eveneens positief worden.
Bij de ziekte van Graves wordt de diagnose vaak gesteld op basis van de klinische presentatie. Het lichamelijk onderzoek is dus van groot belang om de juiste diagnose te stellen.
Naast bloedtests wordt er bij onderzoek naar de oorzaak van hyperthyreoïdie soms ook gebruikgemaakt van nucleair geneeskundig onderzoek. Bij dit onderzoek, dat schildklierscintigrafie heet, wordt Technetium-99m en/of radioactief jodium-123 aan de patiënt toegediend dat in de schildklier wordt opgenomen. Via een nucleair scan kan er nu berekend worden hoeveel jodium er opgenomen wordt.

## Behandeling
De behandeling van klachten die voortkomen uit een teveel aan schildklierhormoon is volledig afhankelijk van de oorzaak hiervan. Indien er sprake is van de ziekte van Graves is het mogelijk de werking van de schildklier medicamenteus af te remmen met thiamazol of propylthiouracil. Men kan twee opties hanteren: ofwel remt men de schildklier af totdat er nog net genoeg schildklierhormoon wordt geproduceerd, ofwel hanteert men de zogenaamde block-replacemethode waarbij de schildklier volledig wordt geblokkeerd met medicatie en er tegelijkertijd schildklierhormoon wordt toegediend. De eerste optie geeft aanleiding tot minder bijwerkingen aangezien er doorgaans minder hoeveelheden thiamazol of propylthiouracil nodig is. Na 12 tot 18 maanden kan de behandeling worden gestaakt om te zien of er weer een normale schildklierwerking ontstaat. In ongeveer de helft van de gevallen blijkt de schildklier dan nog steeds te snel. In eerste instantie wordt dan gekozen voor een behandeling met radioactief jodium waarbij de schildklier van binnenuit wordt bestraald en deels vernietigd. Een laatste optie is om de schildklier operatief te verwijderen. Vooraleer men een operatie uitvoert bij een patiënt met de ziekte van Graves dient deze eerst behandeld te worden aangezien een te snel werkende schildklier een veilige operatie niet toelaat.
Indien er sprake is van een toxisch adenoom (een klein deel van de cellen die te actief werken), kan er worden gekozen voor radioactief jodium (niet te verwarren met radiotherapie). Radioactief jodium wordt dan toegediend waarna het door voornamelijk de "zieke" cellen zal worden opgenomen. De dosis wordt op voorhand bepaald door middel van een captatietest om in te schatten hoeveel van het radioactief jodium de toxische nodule zal opnemen. De straling van het radioactieve jodium vernietigt hierbij deze cellen zonder verdere schade aan het omliggende weefsel aan te richten. Dit is een veilige en goede methode om deze oorzaak van hyperthyreoïdie te behandelen, waarna in veel gevallen geen andere therapie meer nodig is.
Vaak zal de schildklier na een behandeling met radioactief jodium een tijd normaal functioneren. Haast altijd echter, zal de schildklier na enkele jaren te traag werken (hypothyreoïdie). Daarom moeten patiënten die een behandeling krijgen met radioactief jodium regelmatig opgevolgd worden door een endocrinoloog.
Ook homeopathische middelen worden bij hyperthyreoïdie wel toegepast, voor de werking bestaat echter geen enkel wetenschappelijk bewijs.